# La Statue animée
La Statue animée és un curtmetratge mut francès del 1903 dirigit per Georges Méliès. Va ser venut per la Star Film Company de Méliès i està numerat del 470–471 als seus catàlegs, on es va anunciar com una scène Louis XV à trucs.

## Argument
En una escena exterior ornamentada, un pintor es troba amb un nínxol escultòric decorat amb una petita font. Admirant la vista, col·loca el seu cavallet i marxa a recollir els seus estudiants d'art. Un moment després, una bromista alegre surt a escena i comença a fer trucs màgics, convertint un barril en un pedestal, una bola en un sol en miniatura, el sol en un cap de dona i un mocador i una jaqueta al vestit. Aviat, davant del nínxol, ha acabat una estàtua d'una dona amb vestits clàssics.
El pintor i els seus alumnes tornen, i queden gratament sorpresos de trobar-hi l'estàtua. Mentre el pintor s'anima al voltant de la dona, aquesta cobra vida i li roba el barret del cap. Aleshores es transforma en una font enorme, a la qual el bromista que riu aboca el pintor.

## Producció
Méliès interpreta el bromista de la pel·lícula, que utilitza una àmplia gamma d'efectes especials, com ara escamoteigs, exposició múltiple sobre fons negre, fosa, i una cascada d'aigua real. Méliès va reutilitzar els motius del sol i el cap de la dona a la seva pel·lícula L'Enchanteur Alcofrisbas rodada el mateix any.